# Marios Oikonomou
Marios Oikonomou (Giannina, 6 de outubro de 1992) é um futebolista profissional grego que atua como defensor. Atualmente, joga pelo clube FC Copenhague.

## Carreira

### PAS Giannina
Marios Oikonomou se profissionalizou no PAS Giannina, em 2012.

### AEK Atenas
Marios Oikonomou se transferiu para o AEK Atenas, em 2018.

## Títulos

### Bologna
- Serie B: 3º 2014-15 - promoção para a Serie A